# داليا زافيروفا
داليا زافيروفا (بالبلغارية: Далия Зафирова)‏ مواليد 2 أبريل 1991 في صوفيا، هي لاعبة كرة مضرب بلغارية بدأت مسيرتها كمحترفة سنة 2007 تلعب باليد اليمنى. أعلى تصنيف لها في الفردي كان المركز الـ 499 في سنة 2009. أعلى تصنيف لها في الزوجي كان المركز الـ 410 في سنة 2013.

## روابط خارجية
- داليا زافيروفا على موقع رابطة محترفات التنس (الإنجليزية)
- داليا زافيروفا على موقع الاتحاد الدولي لكرة المضرب (الإنجليزية)
- داليا زافيروفا على موقع كأس بيلي جين كينغ (الإنجليزية)